# Radames Eger
Radames Eger (* 25. Mai 1984 in Piracicaba, Bundesstaat São Paulo) ist ein in Frankfurt am Main lebender und tätiger brasilianischer Modedesigner, Künstler und Stadtoriginal.
Bundesweit bekannt wurde er mit seiner Aktion, aus Regenschirmen Schlafsäcke für Obdachlose zu schneidern.

## Leben und Wirken
Eger kommt aus einem Armenviertel – einer Favela – in São Paulo und entstammt einer Familie mit insgesamt acht Kindern aus ärmsten und elendsten Verhältnissen. Durch Musik und Tanz konnte er den schwierigen Verhältnissen entfliehen und erhielt ein Stipendium, das ihn nach Europa brachte. Er arbeitete zwei Jahre als Tänzer an der Wiener Oper, musste diese Tätigkeit aber verletzungsbedingt aufgeben. In einer sozialen Einrichtung lernte er das Schneidern. Seine Studien setzt er bei einer professionellen Designerin und Dozentin in Frankfurt am Main fort.
Seit 2009 lebt er in Frankfurt, davor lebte er in Paris und Berlin, hielt sich mit Hilfsjobs über Wasser und reiste ziellos durch Europa, wobei er nach Palma de Mallorca, Madrid, London, Amsterdam und Vigo kam. Seit dem Jahr 2020 hat er ein Atelier in Hanau, das vor allem alternativen Künstlern für Lesungen, Performances etc. offen steht.
In Frankfurt ist Radames stadtbekannt, vor allem durch seine selbst getragene und auffallend exzentrische Mode (Satinkleid, Haarband und Sandalen) sowie sein Engagement für Obdachlose.
Regionale und überregionale Medien berichteten über seine Arbeit, so die Frankfurter Rundschau, das Fernsehen des Hessischen Rundfunks und die ZDF-Sendung Volle Kanne.
2017 war er in dem ihm gewidmeten House/Trance-Musikvideo Fckn High von DJ To5Z zu sehen.
Seine Mode soll vor allem Minderheiten und sozial Schwachen dienen; so schneidert er Mode für Kinder, Demenzkranke, Senioren, Obdachlose und Behinderte, auf deren jeweilige modische Bedürfnisse er eingeht.
Im Museum für Moderne Kunst Köln (MAKK) wurde 2017 eine Jacke im Zuge der Ausstellung „Ökorausch“ gezeigt. Mit seinem eigenen Modelabel „Exist“ tourte er durch alle 16 Bundesländer und zeigte einen rund 26-minütigen Dokumentarfilm über seine Arbeit. Der Film wurde auch im Goethe-Institut in Los Angeles gezeigt, Eger hatte eine Einladung nach Los Angeles abgelehnt.

## Engagement für Obdachlose
Sein Engagement für Obdachlose entstand per Zufall: Er wurde von einem Mann angesprochen, der auch so ein Hemd wie er, das er selbst designt hatte, haben wollte. Das brachte ihn auf die Idee, etwas für diesen Mann zu kreieren. Dafür suchte er ein ungewöhnliches Material und fand dieses in verlorenen, vergessenen und weggeworfenen Regenschirmen. Er gründete in Frankfurt sein eigenes Label (Radames Eger Couture) und sein eigenes Atelier und entwarf „Exist“, eine Kollektion, die aus zwölfteiligen Kleidungsstücken besteht, zum Beispiel aus „Schlafjackentaschen“ oder „Zeltjackentaschen“. Alle zwei Jahre wechselt die Kollektion, von der es eine „New York Times Kollektion“, eine „Frizz-Magazin-Kollektion“ sowie eine „Extra-Tipp-Kollektion“ gibt.
Seine Mode soll zweckdienlich und umweltschonend sein. Bundesweit sind rund 70 Schirmschlafsäcke im Einsatz, davon rund 40 Stück in Frankfurt.
Sein Material erhält er vor allem von Clubs, die ihm liegengebliebene Schirme von Gästen überlassen, aus denen er dann seine Decken schneidert. Einige Gäste bringen ihm sogar extra Schirme mit. In einem Offenbacher Club gab er 2017 einen Workshop mit dem Titel „Start giving love“.
Sein Ziel war es, Frankfurt am Main 2020 zur Modehauptstadt Deutschlands zu machen. Er versteht seine Mode als Moderevolution.